# Смолигівська сільська рада (Луцький район)
| Смолигівська сільська рада Смолигівської сільської територіальної громади (до 2015 року — Смолигівська сільська рада Луцького району Волинської області) — орган місцевого самоврядування Смолигівської сільської громади Волинської області; знаходиться в с. Смолигів. Рада складається з 14 депутатів та голови. Перші вибори депутатів ради та голови громади відбулись одночасно з черговими місцевими виборами в Україні. Було обрано 14 депутатів-самовисуванців. Головою громади обрали позапартійну самовисуванку Галину Прус, тодішнього Смолигівського сільського голову. До 12 листопада 2015 року — адміністративно-територіальна одиниця у Луцькому районі Волинської області з підпорядкуванням сіл Дубичанське, Смолигів та Сарнівка. |

Рада складалась з 16 депутатів та голови.

### Керівний склад сільської ради
| ПІБ                   | Основні відомості                                                 | Дата обрання | Дата звільнення |
| --------------------- | ----------------------------------------------------------------- | ------------ | --------------- |
| Прус Галина Дмитрівна | Сільський голова, 1963 року народження, освіта, позапартійна      | 26.03.2006   | 31.10.2010      |
| Прус Галина Дмитрівна | Сільський голова, 1963 року народження, освіта вища, позапартійна | 31.10.2010   |                 |

Примітка: таблиця складена за даними джерела

### Населення
Згідно з переписом УРСР 1989 року чисельність наявного населення сільської ради становила 1003 особи, з яких 455 чоловіків та 548 жінок.
За переписом населення України 2001 року в сільській раді мешкали 932 особи.

### Мова
Розподіл населення за рідною мовою за даними перепису 2001 року:
| Мова       | Відсоток |
| ---------- | -------- |
| українська | 99,68 %  |
| російська  | 0,32 %   |